# Super Bowl XIII
A Super Bowl XIII az 1978-as NFL-szezon döntője volt. A mérkőzést Miamiban, a Miami Orange Bowlban játszották 1979. január 21-én. A mérkőzést a Pittsburgh Steelers nyerte.
A mérkőzés Las Vegasban a fekete vasárnap néven vált ismertté. A hendikep típusú fogadást a Pittsburgh -3,5 pontos favorizálásval nyitották. A sok Pittsburghre fogadó miatt később a Pittsburgh -4,5 pontos favorizálására változott az érték. Ekkor sokan a Dallasra fogadtak. A mérkőzést 4 ponttal a Pittsburgh nyerte. Ez azt jelentette, hogy a fogadóirodák többsége vesztett, mert a tétek többségét erre a két opcióra tették.

## A döntő résztvevői
Az alapszakasz 1978-tól 16 mérkőzésből állt, a korábbi 14 helyett, a rájátszásba pedig összesen 10 csapat jutott be 8 helyett.
A Pittsburgh Steelers 14–2-es teljesítménnyel zárt az AFC konferenciában, így első kiemeltként jutottak a rájátszásba. Kiemeltként csak a konferencia-elődöntőben kapcsolódtak be, ahol otthon a Denver Broncos ellen, majd a konferencia-döntőben szintén hazai pályán a Houston Oilers ellen győztek. A Pittsburgh korábban kétszer nyert Super Bowlt.
Az Dallas Cowboys volt a címvédő. Az alapszakaszból 12–4-es mutatóval került a rájátszásba az NFC második kiemeltjeként. A konferencia-elődöntőben otthon a Atlanta Falcons ellen, majd a konferencia-döntőben idegenben az első kiemelt Los Angeles Rams ellen győzött. A Cowboys korábban a Super Bowl VI-ot és a Super Bowl XII-t nyerte meg.
Először fordult elő, hogy egy korábbi Super Bowl megismétlődjön. 1976-ban is ez a két csapat játszotta a döntőt, akkor a Steelers nyert 21–17-re.

## A mérkőzés
A mérkőzést 35–31-re a Pittsburgh Steelers nyerte, amely története során harmadszorra nyert Super Bowlt. A legértékesebb játékos díját a Steelers irányítója, Terry Bradshaw kapta.
| N | Idő   | Drive | Drive | Drive     | Csapat   | Play leírása                                                                             | Pont     | Pont    |
| N | Idő   | Play  | Yard  | Időtartam | Csapat   | Play leírása                                                                             | Steelers | Cowboys |
| - | ----- | ----- | ----- | --------- | -------- | ---------------------------------------------------------------------------------------- | -------- | ------- |
| 1 | 9:47  | 7     | 53    | 3:12      | Steelers | Touchdown. John Stallworth 28 yardos átadás Terry Bradshawtól. Roy Gerela jutalomrúgás.  | 7        | 0       |
| 1 | 0:00  | 3     | 41    | 1:00      | Cowboys  | Touchdown. Tony Hill 39 yardos átadás Roger Staubachtól. Rafael Septien jutalomrúgás.    | 7        | 7       |
|   |       |       |       |           |          |                                                                                          |          |         |
| 2 | 12:08 | –     | –     | –         | Cowboys  | Touchdown. Mike Hegman 37 yardos fumble visszahordás. Rafael Septien jutalomrúgás.       | 7        | 14      |
| 2 | 10:25 | 3     | 80    | 1:43      | Steelers | Touchdown. John Stallworth 75 yardos átadás Terry Bradshawtól. Roy Gerela jutalomrúgás.  | 14       | 14      |
| 2 | 0:26  | 5     | 56    | 1:15      | Steelers | Touchdown. Rocky Bleier 7 yardos átadás Terry Bradshawtól. Roy Gerela jutalomrúgás.      | 21       | 14      |
|   |       |       |       |           |          |                                                                                          |          |         |
| 3 | 2:36  | 9     | 32    | 4:55      | Cowboys  | Mezőnygól. Rafael Septien 27 yardról.                                                    | 21       | 17      |
|   |       |       |       |           |          |                                                                                          |          |         |
| 4 | 7:10  | 8     | 85    | 4:58      | Steelers | Touchdown. Franco Harris 22 yardos futás. Roy Gerela jutalomrúgás.                       | 28       | 17      |
| 4 | 6:51  | 1     | 18    | 0:06      | Steelers | Touchdown. Lynn Swann 18 yardos átadás Terry Bradshawtól. Roy Gerela jutalomrúgás.       | 35       | 17      |
| 4 | 2:27  | 8     | 89    | 4:24      | Cowboys  | Touchdown. Joe DuPree 7 yardos átadás Roger Staubachtól. Rafael Septien jutalomrúgás.    | 35       | 24      |
| 4 | 0:22  | 9     | 52    | 2:01      | Cowboys  | Touchdown. Butch Johnson 4 yardos átadás Roger Staubachtól. Rafael Septien jutalomrúgás. | 35       | 31      |